# Break (musique)
Pour les articles homonymes, voir Break.
Un break est, en musique, une section, un interlude instrumental ou de percussion d'un morceau, interrompant le flux rythmique de celui-ci. Il s'agit donc d'une coupure (break, en anglais) des sections principales d'un morceau.
Dans l'argot DJ, un break est un passage où tous les éléments musicaux (voix, basses, etc.), à l'exception des percussions, disparaissent. En hip-hop et musique électronique, un court break est parfois désigné comme un drop et peut être accentué en coupant également les percussions. Différemment, un breakdown est une section où seule une partie, instrumentale ou vocale, joue tandis que les autres ont été enlevées.